# ジャックフィールド杯プロシニア棋戦
ジャックフィールド杯プロシニア棋戦（ジャックフィールドはいプロシニアきせん、잭필드배프로시니어기전）は、韓国の45歳以上の中堅棋士による囲碁の棋戦。2000年に石種杯プロシニア棋戦（ドルシアはい-きせん、돌씨앗배프로시니어기전）として開始し、2005年にジャックフィールド杯。2005年まで5期行われた。
- 主催 囲碁TV
- 後援 コリア・ホームショッピング
- 優勝賞金 (1-3期)1200万ウォン、(4-5期)1500万ウォン

第1期から徐奉洙が3連覇。第4期は張秀英がプロ33年目、第5期は金東燁がプロ22年目で、それぞれ棋戦初優勝を果たした。

## 方式
- 32名によるトーナメント戦、決勝は三番勝負。前期ベスト4は次期シード。
- 持時間は各10分、使い切ると40秒の秒読み3回。
- コミは6目半。

### 優勝者と決勝戦
（左が勝者）
1. 2000年 徐奉洙 2-1 洪太善
2. 2002年 徐奉洙 2-0 任昌植
3. 2003年 徐奉洙 2-1 姜勲
4. 2004年 張秀英 2-1 金日換
5. 2005年 金東燁 2-1 張秀英